# バキ地区
バキ (Baki) はソマリランドのアウダル地域にある町。郊外を含めてバキ地区と呼ばれる。
バキはアウダル地域の行政中心地ボラマの北東37キロメートルの場所にあるが、その道は険しく、物流が困難である。
近くにベリリウムが採れる鉱山があり、その利権を巡る論争があるが、2021年の報告によれば隣のボラマ地区と比べて暴力を伴う衝突が少ない。

## 人口動態
バキにはソマリ人のディル氏族のガダブルシ支族のレール・ヌール支々族とレール・モハメド支々族が住んでいる。

## 鉱山
バキ村の東48kmに位置するシモディ山地は、昔から鉱山として利用されていた。昔はコルタンなどが採掘され、現在は電気機器などに有用なベリリウムの採掘が盛んで、シモディ・ベリリウム採掘場と呼ばれている。
鉱山の利権は複雑である。
ソマリランド政府は、中国のアフリカ資源公社ARCに採掘権を与えていると見られている。しかし、地元氏族は地元に利益が還元されていないとして不満を表明している。
次に、この鉱山は国際的にはソマリア連邦内にあるが、ソマリランドが実効支配しているのでソマリア連邦に実権は全く無い。しかしソマリア連邦の外務大臣と中国大使とで、この土地の権利を巡る議論が行われたことがある。
さらに、地元氏族としてレール・モハメド氏族とレール・ヌール氏族がいる。両氏族は共にガダブルシ氏族の支族であるが、この鉱山の利権は主にレール・モハメド氏族が持っており、これに不満を持つレール・ヌール氏族との紛争が懸念されている。
さらには、地元の若者や海外ディアスポラがベリリウム採掘による公害が発生していると訴えており、ソマリランドの独立に反対する海外ディアスポラやソマリア連邦関係者がこの問題を過剰に焚きつけているとも言われている。

## 2005年ソマリランド議会選挙
2005年ソマリランド議会選挙ではバキ地区でいくつか混乱が起こったことが報告されている。
投票所には有権者が大勢集まり、一部では乱闘が見られた。また、多重投票を行う者もいた。多重投票を防ぐために投票済みの人の指に蛍光インクを塗る対策が行われていたが、そのチェックが不徹底だった。投票数は2003年の投票結果から考えて不自然なほど多かった。また特定政党の党員が投票所の手伝いをしていた。投票後、速やかに開票が行われない場合があり、ディラA投票所では投票終了後に2時間の休憩があり、お茶を飲んだりカートを噛んだりしていた。

## 市長
- Idiris Faarax Rooble 2002年[7]
- Saleebaan Maxamuud Aadan 2016年[8]

## 歴史
1996年の調査によると、バキとボラマでマラリアが異常に高率に発生し、重篤化する例もあると報告されている。
1999年にFAOによりボラマ地区とバキ地区で放牧地と牧草用地の維持管理のプロジェクトが始められている。
2002年、ゲビリー地区とバキ地区の間の争いの対策として、ソマリランド内務省の仲介で、双方の市長が打ち合わせを行っている。その場でバキ市長は疫病と旱魃に対する人道支援を訴えている。
2003年、バキ地区とボラマ地区で、ソマリランド保健省と世界保健機関協力の元、健康と福祉を改善するための活動が開始された。ワクチン接種や汚染された水の対策などが計画された。
2006年12月、ソマリランドの統一人民民主党の副党首は、アウダル知事がバキとボラマを結ぶ道路建設に関連して不正を働いていると主張したが、アウダル知事はこの主張を却下した。
2009年4月、ゲビリー地区とバキ地区の間で境界を巡る戦闘が発生した。
2013年5月、ソマリランド農業大臣は、バキ地区とボラマ地区での洪水と害虫の農業被害状況を視察した。
2014年10月、ソマリランド鉱物エネルギー大臣は記者会見で、中国のアフリカ資源会社（ARC）による鉱物資源調査で、地元住民から環境破壊が起きていると訴えがあることを公表した。
2015年12月、ボラマで行われた会議にて、FAOがバキ地区の80の農家に投資を行ったことが発表された。
2016年3月、中国の鉱業会社が、バキ地区のシモディの中学校のために、100人以上が入れる4クラスの建物を建設した。
2017年8月、バキ地区の副市長が乗った車がボラマ警察署に拘留され、副市長は解放されたが車はハルゲイサに送られた。この問題に関して、バキ地区の族長、長老、有識者が集まり会議を行った。
2017年9月、アウダル地域で雷雨があり、バキ地区では落雷のため3人が死亡、2人が負傷した。
2018年11月、バキ地区のルキ村がサイクロンの被害を受けたため、ソマリランド農業開発大臣が訪れ、破壊された灌漑設備再建の礎石を築いた。この工事はノルウェー難民評議会の資金提供と、イギリス政府と地元農民の支援の元に行われる。
2021年8月、ソマリランド会計検査院は、バキ市の行政府が権力の乱用と汚職を行い、地元の長老を不法逮捕した疑いがあるとして、調査を行った。
2021年12月、バキ地区で金鉱が見つかり、噂を聞きつけた多くの人が鉱山に集まって混乱していると報じられた。